# Reinbek Slot
Reinbek Slot ligger i Reinbek i det sydlige Slesvig-Holsten.  Det er en af de tidligste bygninger fra Hertug Adolf I regeringstid, og betragtes som en af de fineste eksempler på renæssancen i Slesvig-Holsten.

## Ekstern henvisning
- Schloss Reinbek hjemmeside (tysk) & (engelsk)

- Wikimedia Commons har flere filer relateret til Reinbek Slot

53°30′26″N 10°15′14″Ø / 53.50722°N 10.25389°Ø